# (27114) Lukasiewicz
(27114) Lukasiewicz ist ein Asteroid des äußeren Hauptgürtels, der am 19. November 1998 vom italo-amerikanischen Astronomen Paul G. Comba am Prescott-Observatorium (IAU-Code 684) in Arizona entdeckt wurde.
Der Asteroid wurde am 28. Januar 2002 nach dem polnischen Philosophen, Mathematiker und Logiker Jan Łukasiewicz (1878–1956) benannt, der wichtige Beiträge zur Logik erarbeitete und die umgekehrte polnische Notation einführte, die ohne Klammern auskommt und in der Informatik eine stapelbasierte Abarbeitung ermöglicht.